# Hanza (företag)
För andra betydelser, se Hanza.
Hanza, i marknadsföring skrivet HANZA, är ett svenskt aktiebolag som erbjuder kompletta tillverkningslösningar inom mekanik och elektronik.
Hanzas koncept inkluderar rådgivning om leverantörskedjor och egna fabriker grupperade i regionala tillverkningskluster där tillverkning av högteknologiska produkter sker samlat på en plats. Genom detta kan bolaget erbjuda stabilare leveranser, ökad lönsamhet och en mer hållbar tillverkningsprocess för kunder. 
Hanza grundades år 2008 och omsätter sedan 2024 cirka 4,9 miljarder kronor. Bolaget har för närvarande[när?] produktionsenheter i sju länder: Sverige, Finland, Tyskland, Estland, Polen, Tjeckien och Kina.
Det svenska fabriksklustret är beläget i västra Värmland samt i Blekinge.
Hanza är sedan 2014 börsnoterat på Nasdaq.